# ابزار دقیق

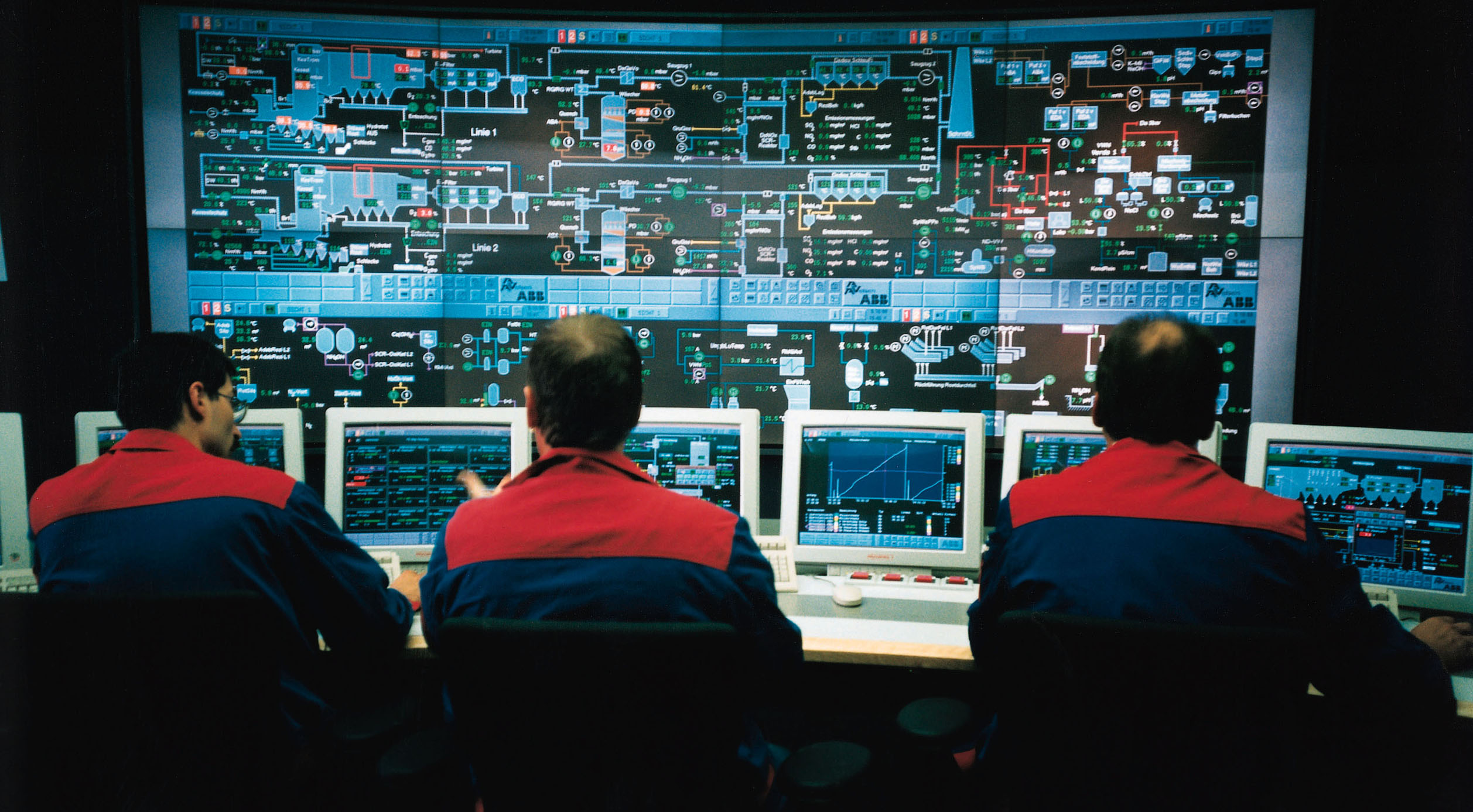
یک اتاق کنترل DCS (سامانه کنترل توزیع‌شده) که اطلاعات و ابزارهای کنترل کارخانه بر روی نمایشگرها نشان داده می‌شود. اپراتورها می‌توانند به راحتی هر قسمتی از فرایندها را از روی صندلیشان کنترل و تنظیم کنند و تأثیر آن بر کارکرد کلی کارخانه را مشاهده کنند.

ابزار دقیق (به انگلیسی: Instrumentation) یک اصطلاح کلی برای ابزارهای اندازه‌گیری است که برای نشان دادن، اندازه‌گیری، کنترل و ثبت مقادیر فیزیکی استفاده می‌شوند. ابزار دقیق را همچنین می‌توان بر اساس عاملی که قرار است عملیاتی بر روی آن انجام دهد، دسته‌بندی کرد؛ برای مثال، بخش‌های: ابزار دقیق مربوط به دما نظیر کنترلر دما، ترانسمیتر دما و ترمومتر یا نمایشگر دما، ابزار اندازه‌گیری و کنترل دقیق فشار، فلومتر یا سنجش جریان سیالات و انتقال مقادیر جریان یا کنترل آن، ابزار سطح سنجی یا اندازه‌گیری سطح مواد درون مخازن و کنترل دقیق آن‌ها و ابزار سرعت سنجی، ابزار رطوبت سنجی و …
مهندسی ابزار دقیق زیر شاخه‌ای از مهندسی کنترل است، که با بهره‌گیری از ابزارهای اندازه‌گیری به کنترل کمیت‌های فیزیکی می‌پردازد. رشته ابزار دقیق به دلیل وجود سنسورهای الکتریکی با رشته برق و الکترونیک ارتباط بسیار نزدیکی دارد. مهندسی ابزار دقیق به‌طور گسترده به طراحی و کنترل سیستم‌های صنعتی نظیر سنسورها، ترانسمیترها، دستگاه‌های اندازه‌گیری و کنترل‌کننده‌ها، می‌پردازد.

## سنسور یا حسگر
سنسور ابزاری است که در همه دستگاه‌های اندازه‌گیری وجود دارد و وظیفه تبدیل یک کمیت فیزیکی به یک سیگنال الکتریکی را در تجهیزات الکترونیکی یا تبدیل کمیت فیزیکی به یک سیگنال نیوماتیکی در تجهیزات نیوماتیکی دارد. انواع دستگاه‌های اندازه‌گیری دارای سنسور یا حس کننده‌های متفاوتی هستند که کمیت‌هایی مانند دما، فشار، دبی و غیره را اندازه‌گیری می‌کنند. این سنسورها بر حسب نوع عملکرد، دارای خروجی‌های متفاوتی از قبیل تغییر مقاومت الکتریکی، تغییر ظرفیت خازن، تغییر جریان الکتریکی و غیره است. سنسورها البته کاربردهایی نظیر آشکارسازی وجود یا عدم وجود نیز دارند نظیر سنسور نوری. سنسورهای دما نظیر انواع ترموکوپل و RTD و همچنین سنسورهای سیلیکونی دما.

## ترانسدیوسر یا مبدل
یک ترانسدیوسر (مبدل) بنا به تعریف، وسیله‌ای است که سیگنال فیزیکی حاصله از سنسور را تبدیل به یک سیگنال الکتریکی می‌کند، یعنی اگر یک سنسور فشار همراه یک ترانسدیوسر باشد، سنسور، پارامتر فشار را اندازه می‌گیرد و مقدار تعیین شده را به ترانسدیوسر تحویل می‌دهد، سپس ترانسدیوسر آن را به یک سیگنال الکتریکی و صد البته قابل ارسال توسط سیم‌های فلزی، تبدیل می‌کند؛ بنابراین همواره خروجی یک ترانسدیوسر، سیگنال الکتریکی است که در سمت دیگر خط می‌تواند مشخصه‌ها و پارامترهای الکتریکی نظیر ولتاژ، جریان و فرکانس را تغییر دهد، البته به این نکته باید توجه داشت که سنسور انتخاب شده باید از نوع سنسورهای مبدل پارامترهای فیزیکی به الکتریکی باشد و بتواند به عنوان مثال دمای اندازه‌گیری شده را به یک سیگنال بسیار ضعیف تبدیل کند که در مرحله بعدی وارد ترانسدیوسر شده و سپس به مدارهای الکترونیکی تحویل داده خواهد شد.
ترانسدیوسر یکی از تجهیزات اصلی در سیستم‌های اتوماسیون برق صنعتی می‌باشد که به وسیلهٔ آن می‌توان از
پارامترهای شبکه برق نمونه برداری کرد (شبکه تک فاز و شبکه سه فاز) و آن‌ها را توسط ترانسمیتر تبدیل به سیگنال‌های استاندارد نمود و در ورودی دستگاه‌های اندازه‌گیری مانند نمایشگرها و کنترلرها و سیستم‌های PLC و اسکادا SCADA از آن‌ها استفاده نمود.

## ترانسمیتر
ترانسمیتر از ترکیب دو واژه TRANSFER+METER گرفته شده‌است. یعنی تجهیزی که بتواند یک کمیت فیزیکی را اندازه‌گیری کرده(METERING)و آن را به مکانی دورتر مثل اتاق کنترل انتقال(TRANSFER) دهد. می‌تواند پنوماتیکی یا الکترونیکی باشد. در هر دو مورد، سیگنال ارسالی استاندارد بوده و برای تجهیزاتی که در LOOP کنترل قرار دارند قابل فهم می‌باشد. در نوع الکترونیکی جریان ۲۰–۴ میلی‌آمپر و در نوع پنوماتیکی فشار هوای 15-3 (PSI)یا (bar)از سوی TRANSMITTER به کنترلرهای الکترونیکی و نیوماتیکی ارسال می‌شود.
به بیان دیگر ترانسمیتر صنعتی ابزاری است که برای اندازه‌گیری کمیت‌ها و پارامترهای مختلف نظیر دما، فشار، رطوبت، سطح مایعات، فلو، گازهای‌های محیطی و مواردی از این دست استفاده می‌گردند و مقادیر اندازه‌گیری شده را به صورت جریان الکتریکی استاندارد در بازه ۴ تا ۲۰ میلی‌آمپر روی یک زوج سیم ارسال می‌نمایند.
ترانسمیتر ایزوله (TRANSMITTER) جهت تبدیل انواع سیگنال‌های آنالوگ با دقت و کیفیت عالی به کار می‌رود. با پشتیبانی از تمامی سیگنال‌ها و رنج‌های مختلف اندازه‌گیری شامل سیگنال ۴ تا ۲۰ میلی‌آمپر DC، ۰ تا ۲۰ میلی‌آمپر DC، ۰ تا ۵ ولت DC، ۰ تا ۱۰ ولت DC، انواع ترموکوپل (Thermocouple) J,K,B,R,S,T,E,N، انواع RTD و PT100، پتانسیومتر (Potentiometer)، مقاومت (Resistance). ورودی و خروجی کاملاً ایزوله در برابر نویز و نوسانات برق، فیلترینگ و تقویت سیگنال از نکات مهم در ترانسمیتر می‌باشد.
خروجی بدست آمده از ترانسمیترها قابل استفاده در نمایشگرها، سیستم‌های پی ال سی (PLC) و تمام تجهیزات کنترلی می‌باشد و امروزه ترانسمیتر مصرف زیادی در صنایع نفت، گاز، پتروشیمی، فولاد، سیمان، ریخته‌گری، داروسازی، لوازم منزل مهندسی پزشکی و به‌طور کلی هر سیستمی که نیاز به اتوماسیون صنعتی دارد، پیدا نموده‌است.
ساختمان ترانسمیترها : به‌طور کلی ترانسمیترها از سه قسمت اصلی حس کننده، مبدل (ترانسدیوسر) و تقویت‌کننده تشکیل می‌شود.
ترانسمیترها درانواع الکتریکی و پنوماتیکی ساخته می‌شوند. خروجی ترانسمیترهای الکتریکی بین ۴ تا ۲۰ میلی‌آمپر و ترانسمیترهای پنوماتیکی بین ۳ تا ۱۵ psi بر حسب تغییرات کمیت ورودی می‌تواند تغییر کند.
برای مدرج کردن یا کالیبره کردن ترانسمیترها طبق دستور سازنده با دادن ورودی‌های معین و معلوم خروجی را تنظیم می‌کنیم.
کاربرد ترانسمیترها:سنسورها و ترانسمیترها اجزای یک پروسه صنعتی هستند که کاربردهای فراوانی در پروسه‌های متنوع دارند. امروزه مصرف زیادی در صنایع نفت، گاز، پتروشیمی، فولاد، سیمان، ریخته‌گری، داروسازی، مهندسی پزشکی و به‌طور کلی هر سیستمی که نیاز به اتوماسیون صنعتی دارد، پیدا نموده‌است.
کاربرد عمده این قطعات در ارزیابی عملکرد سیستم و ارائه یک فیدبک با مقدار و وضعیت مناسب است که بدین ترتیب کنترلر سیستم متوجه وضعیت کارکرد آن و چگونگی حالت خروجی خواهد شد.
انواع پروتکل‌های سیگنالینگ پر کاربرد در ابزاردقیق شامل موارد زیر است:
1. حلقه جریان الکتریکی ۲۰–۴ میلی‌آمپر
2. پروتکل HART، برای انتقال دیتای دیجیتال بر روی جریان ۲۰–۴ میلی‌آمپر[۳]
3. پروتکل Foundation Fieldbus[۴]
4. پروتکل پروفیباس (Profibus)

## کنترلر
کنترلر یا کنترل‌کننده‌ها مغز متفکر سیستم‌های کنترلی می‌باشند. خروجی‌ها یا سیگنال‌های اندازه‌گیری توسط ترانسمیتر به کنترلر، انتقال می‌یابند تا کنترلر به کمک این اطلاعات و براساس تابعی که برای آن تعریف شده‌است، تصمیمات لازم برای عکس‌العمل مورد نیاز را بگیرد. کنترل‌کننده با مقایسه سیگنال اندازه‌گیری با مقدار مطلوب و انجام محاسبات لازم، مقادیر متغیرهای تنظیم شونده را تعیین می‌کند. ;ورودی کنترل‌کننده سنسورها و ترانسمیترها وغیره.. و خروجی کنترل‌کننده‌ها کنترل ولوها و موتورها و غیره می‌باشد.

## عنصر نهایی
تصمیمات گرفته شده توسط کنترلر، به وسیله عنصر نهایی به اجرا گذاشته می‌شود. این المان آخرین عضو یک حلقه کنترل می‌باشد. در فرایندهای شیمیایی معمولاً عنصر نهایی کنترلی یک شیر می‌باشد. به وسیله عنصر نهایی فرمان‌های کنترلی را می‌توان به عنصر اثرگذار بر سیستم تبدیل کرد.

## محرک یا اکچوئیتور

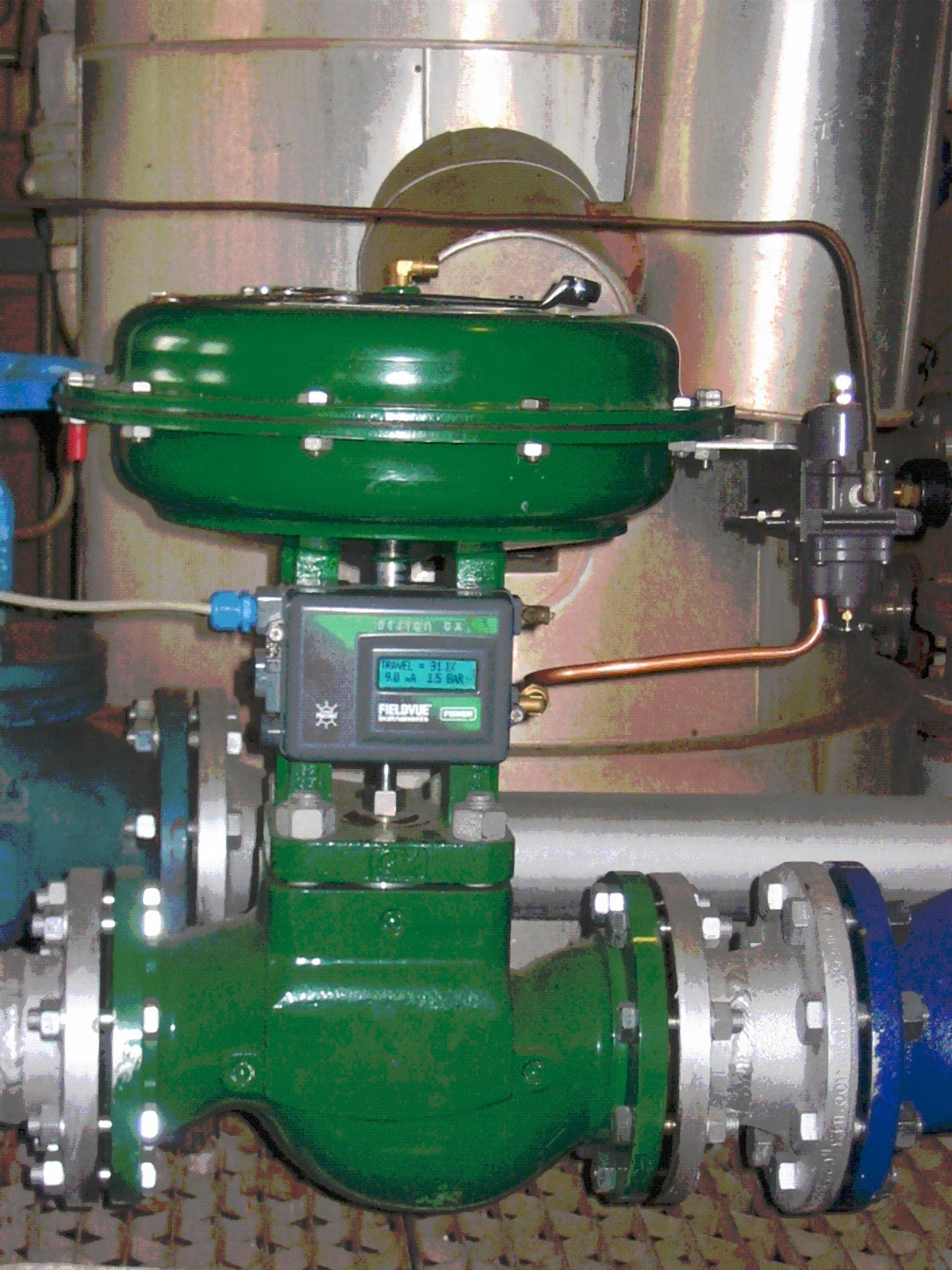
یک شیر کروی به همراه عملگر (Actuator) که از آن به عنوان شیر کنترل یاد می‌شود.

زمانی که در یک سیستم کنترل، عضو کنترل نهایی یک شیر باشد، امکان انتقال مستقیم فرمان به آن وجود ندارد. به همین علت از دستگاهی که به آن محرک یا Actuator گفته می‌شود، استفاده می‌کنند تا فرمان ارسالی از کنترلر را دریافت نموده و موجب به حرکت درآمدن دریچه بازو بست شیر شود. به عبارت دیگر وظیفه مهم محرک، تأمین انرژی لازم برای به حرکت درآوردن باز و بست دریچه شیر می‌باشد. این انرژی می‌تواند از یک منبع انرژی الکتریکی یا هوای فشرده پنوماتیکی باشد.

## رکوردر یا ثبات
ثبات یا ریکوردر و نمایشگرها از دیگر اجزاء یک سیستم کنترل می‌باشند. ثبات‌ها تجهیزاتی هستند که به منظور ثبت تغییرات و رفتار فرایندها در طول شبانه روز استفاده می‌شوند.

## نمایشگر
ایندیکیتور (به انگلیسی: Indicator) یا نشانگرها از دیگر اجزاء یک سیستم کنترل می‌باشند. نشانگرها تجهیزاتی هستند برای نمایش مقادیر عددی یک پارامتر که در تابلو کنترل یا اتاق فرمان مورد استفاده قرار می‌گریند.

از نشانگرها برای نمایش متغیرهای مختلفی نظیر فشار، دما، سطح و … استفاده می‌گردد. برای مثال گیج فشار یک نشانگر یا ایندیکیتور است که مقادیر فشار را نشان می‌دهد. 

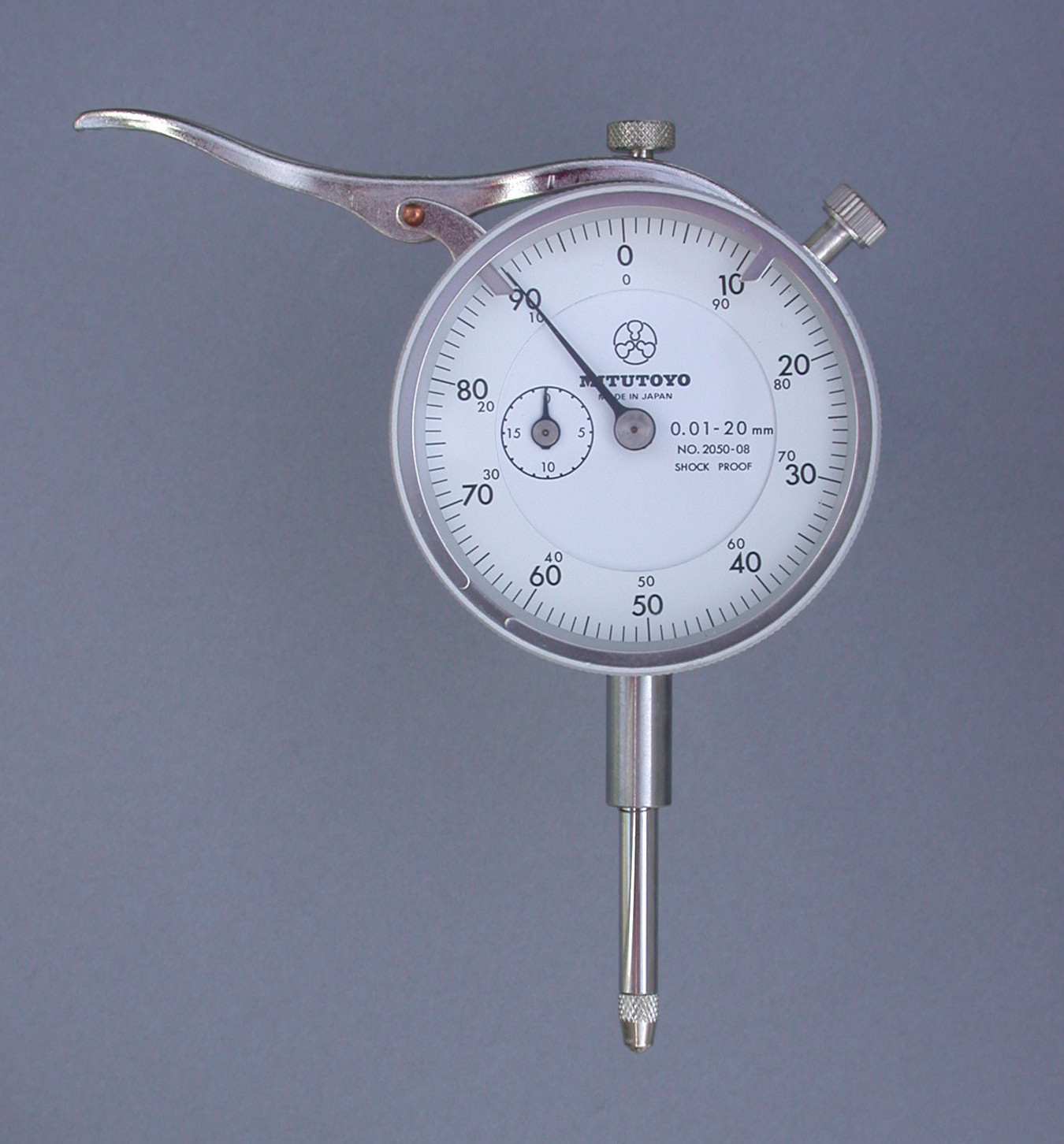
یک نشانگر عقربه ای (Dial Indicator) که معمولا از آن برای بررسی تغییر طول، دامنه نوسان و ... استفاده می‌شود.
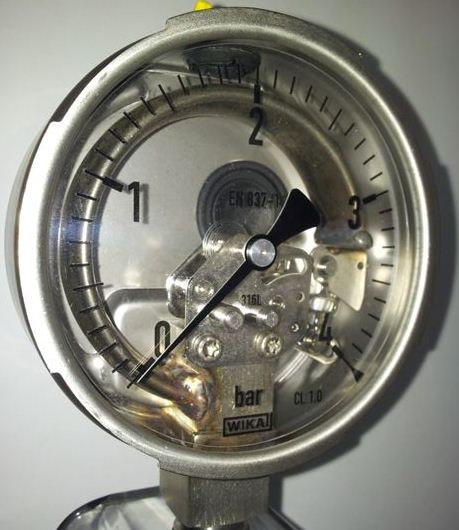
فشارسنج عقربه ای یا گیج فشار نوعی نشانگر است که برای نشان دادن فشار از آن استفاده می‌شود.